# گیلدرتپه تموزان
گیلدر تپه تموزان مربوط به هزاره اول قبل از میلاد است و در شهرستان رزن، بخش قروه درجزین، روستای تموزان واقع شده و این اثر در تاریخ ۲۳ شهریور ۱۳۸۲ با شمارهٔ ثبت ۱۰۱۰۶ به‌عنوان یکی از آثار ملی ایران به ثبت رسیده است.